# Rdestík hřebenitý
Rdestík hřebenitý (Stuckenia pectinata, syn. Potamogeton pectinatus) je druh jednoděložné rostliny z čeledi rdestovité (Potamogetonaceae).

## Popis
Jedná se vodní rostlinu s jednoletou až vytrvalou lodyhou, s plazivým podzemním oddenkem s terminálními hlízkami, pomocí kterých přezimuje. Patří mezi tzv. úzkolisté rdesty. Lodyha je až 200 cm dlouhá, v proudící vodě někdy až 350 cm. Listy jsou jednoduché, jen ponořené, přisedlé, střídavé, čepele jsou čárkovité, 2, 2–12,5 (někdy až 20, hlavně v proudící vodě) cm dlouhé a 0, 2–1,8 (vzácně až 2,9) mm široké, na vrcholu většinou zašpičatělé, jsou trojžilné, postranní žilky vedou při okraji čepele. Za sterilního stavu podobná šejdračka bahenní (Zannichellia palustris) se liší většinou vstřícnými listy, nikoliv střídavými. Palisty jsou vyvinuty, jsou asi 2, 2–5,5 mm dlouhé. Zvláštností je, že jsou srostlé s bazální části čepele, kromě vrcholu, který tvoří jakýsi jazýček. na straně odvrácené od listu jsou palisty nesrostlé, objímají lodyhu a tvoří jakousi listovou pochvu. Tímto znakem snadno odlišíme rdest hřebenitý od všech ostatních úzkolistých rdestů rostloucích v ČR. Květy jsou v květenstvích, ve válcovitých klasech, obsahují 4-5 (vzácně 2-7) přesleny květů a klasy jsou na vrcholu asi 2, 4–11,5 cm dlouhé stopky. Okvětí není rozlišeno na kalich a korunu, skládá se ze 4 okvětních lístků, většinou nenápadných, hnědavých, někteří autoři je však považují za přívěsky tyčinek. Tyčinky jsou 4, srostlé s okvětím. Gyneceum je apokarpní, složené z 4 plodolistů. Semeník je svrchní. Plodem je nažka, na vrcholu s velmi krátkým zobánkem.

## Rozšíření
Rdest hřebenitý roste ve velké části Evropy, Asie, Afriky, Severní Ameriky, dále v Mexiku, Střední Americe, Jižní Americe a v Austrálii a na Novém Zélandu.
V ČR je to v současnosti jeden z nejhojnějších druhů úzkolistých rdestů. Vyskytuje se roztroušeně až hojně od nížin do podhůří, v rybnících, kanálech i v řekách. Nejhojnější je v rybničních oblastech a v nížinách a přilehlých pahorkatinách v povodích větších řek. V oblastech s méně vhodnými biotopy je podstatně řidší.

## Taxonomie
V minulosti byl rod Stuckenia některými autory vřazován do široce pojatého rodu Potamogeton. Toto pojetí je použito např. v Kubátově Klíči ke květeně ČR. Současná taxonomie se na základě výsledků fylogenetických studií kloní k pojetí rodu Stuckenia jako samostatného. V Dostálově díle Nová květena ČSSR z roku 1989 je rod uveden pod synonymním jménem Coleogeton.